# Daybreak (Alice Nineの曲)
『Daybreak』（デイブレイク）は、2013年3月にリリースされたAlice Nineの通算20枚目のシングルである。発売元はNAYUTAWAVE RECORDS。

## 解説
3カ月連続シングルリリースの第1作。前作から1年3カ月ぶりのリリース。ユニバーサルミュージック移籍後初、また結成9周年目初のシングルである。
初回限定盤、通常盤のほかにメンバー盤が5枚、USB付きバージョンの合計8タイプでのリリースとなった。初回限定盤にはタイトル曲MVとライヴ映像が収録されたDVD付き。USB付きバージョンはUNIVERSAL MUSIC STORE限定発売であり、4GBのUSBメモリにはHDクオリティのタイトル曲MVとMVのメイキング映像を収録。
通常盤、メンバー盤の3曲目には前年12月31日に国立代々木競技場第2体育館で行われたライヴ音源1曲ずつ収録。

## 批評
『CDジャーナル』は「ONE OK ROCKなどを手がける平出悟をプロデューサーに迎えた「Daybreak」は、突き抜けるようなサビが印象的なアッパー・チューンとなっている。」と批評した。

## 収録曲

### CD
初回限定盤
1. Daybreak [3:57]
  - 作詞:Shou／作曲:Tora／編曲:Alice Nine, Satoru Hiraide
2. 秘密 [3:40]
  - 作詞:Shou／作曲:Saga／編曲:Alice Nine
3. Daybreak (Inst.) [3:55]

通常盤、USB付きバージョン
1. Daybreak
2. 秘密
3. Heavenly Tale (Alice Nine Live 2012 Court of "9" #4 Grand Finale COUNTDOWN LIVE 12.31) [4:22]
  - 作詞:将／作曲:沙我
4. Daybreak (Inst.)

SHOU ver.
1. Daybreak
2. 秘密
3. 暁 (Alice Nine Live 2012 Court of "9" #4 Grand Finale COUNTDOWN LIVE 12.31) [4:28]
  - 作詞:将／作曲:アリス九號.
4. Daybreak (Inst.)

HIROTO ver.
1. Daybreak
2. 秘密
3. RED CARPET GOING ON (Alice Nine Live 2012 Court of "9" #4 Grand Finale COUNTDOWN LIVE 12.31) [6:34]
  - 作詞:将／作曲:アリス九號.
4. Daybreak (Inst.)

TORA ver.
1. Daybreak
2. 秘密
3. 閃光 (Alice Nine Live 2012 Court of "9" #4 Grand Finale COUNTDOWN LIVE 12.31) [4:31]
  - 作詞:将／作曲:Alice Nine
4. Daybreak (Inst.)

SAGA ver.
1. Daybreak
2. 秘密
3. Q. (Alice Nine Live 2012 Court of "9" #4 Grand Finale COUNTDOWN LIVE 12.31) [3:12]
  - 作詞:将／作曲:アリス九號.
4. Daybreak (Inst.)

NAO ver.
1. Daybreak
2. 秘密
3. BLUE FLAME (Alice Nine Live 2012 Court of "9" #4 Grand Finale COUNTDOWN LIVE 12.31) [4:47]
  - 作詞:将／作曲:沙我
4. Daybreak (Inst.)

### DVD
1. Daybreak MUSIC VIDEO
2. ハロー、ワールド (Alice Nine Live 2012 Court of "9" #4 Grand Finale COUNTDOWN LIVE 12.31)
3. he beautiful name (Alice Nine Live 2012 Court of "9" #4 Grand Finale COUNTDOWN LIVE 12.31)

### USB
1. Daybreak MUSIC VIDEO
2. Making of "Daybreak"

## 品番
- 初回限定盤：UPCH-89134
- 通常盤：UPCH-80305
- SHOU ver.：UPCH-89135
- HIROTO ver.：UPCH-89136
- TORA ver.：UPCH-89137
- SAGA ver.：UPCH-89138
- NAO ver.：UPCH-89139
- USB付きバージョン：PDCN-1903